# 23884 Karenharvey
23884 Karenharvey (1998 SY12) là một tiểu hành tinh vành đai chính được phát hiện ngày 20 tháng 9 năm 1998 bởi R. A. Tucker ở Goodricke-Pigott Observatory.